# The Flesh Eaters (film)

The Flesh Eaters este un film SF de groază american din 1964 regizat de Jack Curtis. În rolurile principale joacă actorii Martin Kosleck, Rita Morel și Byron Sanders.
Filmul conține momente de violență grafică spre deosebire de filmele din acea perioadă, fiind printre primele filme gore.

## Prezentare
Câțiva tineri adulți sunt prinși pe o insulă pustie doar pentru a descoperi că apa este locuită de o formă violentă de viață care consumă alte organisme vii.

## Actori
- Martin Kosleck este Prof. Peter Bartell
- Byron Sanders este Grant Murdoch
- Barbara Wilkin este Jan Letterman
- Rita Morley este Laura Winters
- Ray Tudor este Omar
- Christopher Drake este Matt
- Darby Nelson este Jim
- Rita Floyd este Radio Operator
- Warren Houston este Cab Driver
- Barbara Wilson este Ann
- Ira Lewis este Freddy